# Iris del Valle
Iris del Valle (Santiago, Chile, 22 de mayo de 1916-id, 19 de marzo de 1996) fue una actriz cómica chilena reconocida por su participación en la revista de teatro Bim Bam Bum.

## Carrera
Su carrera la desempeñó en el cine, teatro, radio y televisión. En el caso del teatro, su carrera se inició en 1935 bajo el alero de los hermanos Rogel y Eugenio Retes, quienes la incluyeron en sus propias obras. En 1943 debutó con el personaje La Pela' en el radioteatro Hogar, Dulce Hogar, creado por Eduardo de Calixto. En esa obra, estaba casada con el maestro chasquilla, interpretado por Mario Rebolledo. En 1953 se integró al elenco del Bim bam bum, donde Eugenio Retes actuaba y era uno de sus principales guionistas. Actuó en tres películas del director José Bohr, y tuvo roles minoritarios en televisión.
Siendo, desde su creación, primera figura en el Bim Bam Bum, protagonizó un altercado con Patty Cofré, en febrero de 1962, tras ser reemplazada por esta, a raíz de una licencia médica. Exigió a Buddy Day que fuera sacada de las presentaciones, lo que consiguió. Este suceso fue uno de los primeros hechos de farándula que fue cubierto por un periódico chileno.

## Filmografía
- Mis espuelas de plata (1948)
- El Gran Circo Chamorro (1955)
- Sonrisas de Chile (1970)